# Villa Ferdinand Luther
Die Villa Ferdinand Luther liegt in der Schillerstraße 17 im Stadtteil Alt-Radebeul der sächsischen Stadt Radebeul.

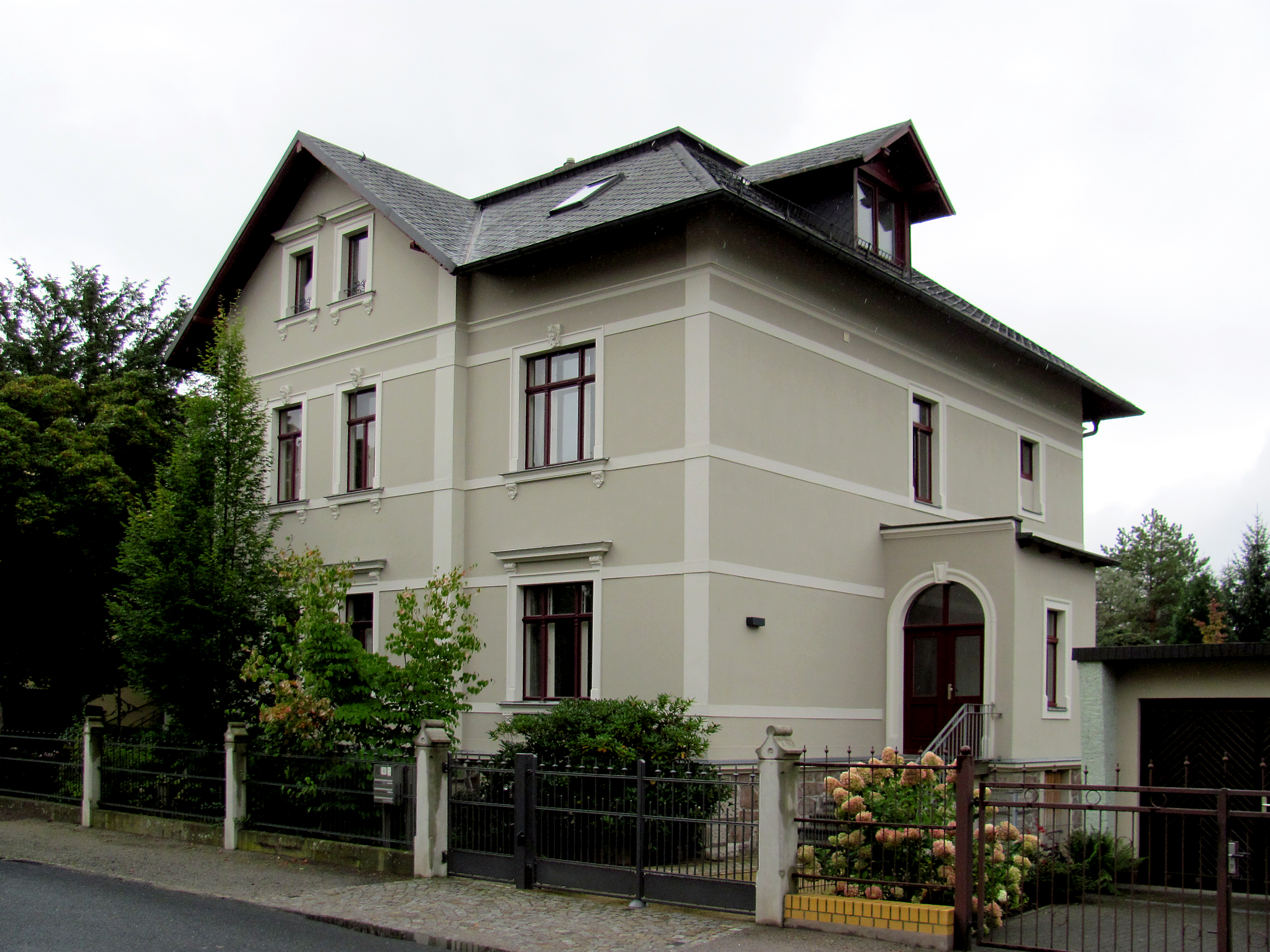
Villa Ferdinand Luther

## Beschreibung
Die mit der Einfriedung unter Denkmalschutz stehende, zweigeschossige Mietvilla steht auf einem Bruchsteinsockel. Sie hat ein überkragendes, abgeplattetes Walmdach, das ehemals schiefergedeckt war.
In der dreiachsigen Straßenansicht steht links ein zweiachsiger Seitenrisalit mit einem Sparrengiebel mit Fenstern ins Dachgeschoss. In der linken Seitenansicht nach Südosten steht eine Veranda, in der rechten Seitenansicht befindet sich der Eingangsvorbau. In beiden Seitenansichten bringen Dreiecksgauben weiteres Licht in das Dachgeschoss. Hinter dem Haus liegt der Garten.
Die verputzten Fassaden sind heute nur noch reduziert durch Putzbänder gegliedert. Die Fenster werden durch Sandstein eingefasst, im Risalit kommen Sohlbänke auf Konsölchen und horizontale Verdachungen hinzu.

## Geschichte
Der Maurer Friedrich Ferdinand Luther erwarb das Grundstück, nachdem 1896 ein Baugesuch des Architekten Carl Käfer für eine zweigeschossige Mietvilla amtlicherseits abgelehnt worden war, da die 1896 errichtete Straße für eine Villenbebauung reserviert war. Luther reichte im Februar 1897 als Bauunternehmer eine Planung des Serkowitzer Baumeisters Leopold Schliesser ein, die in den Folgemonaten realisiert wurde. Die Baurevision erfolgte Ende August, und der Verkauf des Hauses ist auf den 27. Oktober desselben Jahres 1897 datiert. (Käfer bebaute in den Folgejahren 1898 bis 1900 die nach Osten benachbarten Grundstücke Nr. 19 und Nr. 21, behielt diese also wohl und verkaufte nur das zur Straßenecke hin liegende Anwesen.)
Wohl 1898 mit seiner Pensionierung zog der zur Disposition stehende sächsische Generalleutnant Emil Kirchner als Eigentümer mit seiner Ehefrau Hedwig in die damals zuerst noch als Schillerstraße 175B (bzw. 173B) ausgewiesene Villa. Kirchner starb bereits 1899, seine Witwe erbte das Wohnhaus und besaß es mindestens bis 1915.
Die Veranda wurde 1910 erweitert. 1927 entstand hinter dem Eingang ein Anbau zur Erschließung einer abgetrennten weiteren Wohnung, wodurch das Wohnhaus zur Mietvilla umgewandelt wurde.